# ماكسيميليانو فاليجو
ماكسيميليانو فاليجو (بالإسبانية: Maximiliano Vallejo)‏ هو لاعب كرة قدم بوليفي وأرجنتيني في مركز الهجوم، ولد في 24 أبريل 1982 في بوينس آيرس في الأرجنتين. لعب مع إنديبندينتي وبودوتشنوست بودغوريتسا ونادي شهرداري بندر عباس وناسيونال بوتوسي.